# 2020 en tennis de table
| Années du tennis de table : 2017 - 2018 - 2019 - 2020 - 2021 - 2022 - 2023    |
| Décennies du tennis de table : 1990 - 2000 - 2010 - 2020 - 2030 - 2040 - 2050 |

Cet article présente les faits marquants de l'année 2020 en tennis de table.

## Évènements

### Jeux olympiques
- Tennis de table aux Jeux olympiques d'été de 2020

#### Simple
- Simple messieurs de tennis de table aux Jeux olympiques d'été de 2020
- Simple dames de tennis de table aux Jeux olympiques d'été de 2020

#### Double
- Double mixte de tennis de table aux Jeux olympiques d'été de 2020

### Jeux paralympiques
- Tennis de table aux Jeux paralympiques d'été de 2020